# Jetta VS7
Der Jetta VS7 ist ein Sport Utility Vehicle der zu FAW-Volkswagen gehörenden Marke Jetta. Es wird ausschließlich in der Volksrepublik China vermarktet und ist im Modellportfolio über dem VS5 positioniert.

## Geschichte
Vorgestellt wurde das Fahrzeug als drittes Modell der im Februar 2019 gegründeten Marke Jetta im November 2019 anlässlich der Guangzhou Auto Show. Im März 2020 kam es auf dem chinesischen Markt in den Handel. Überarbeitete Versionen des Wagens folgten im Mai 2022 und im März 2024. Die Produktion erfolgt in Chengdu.

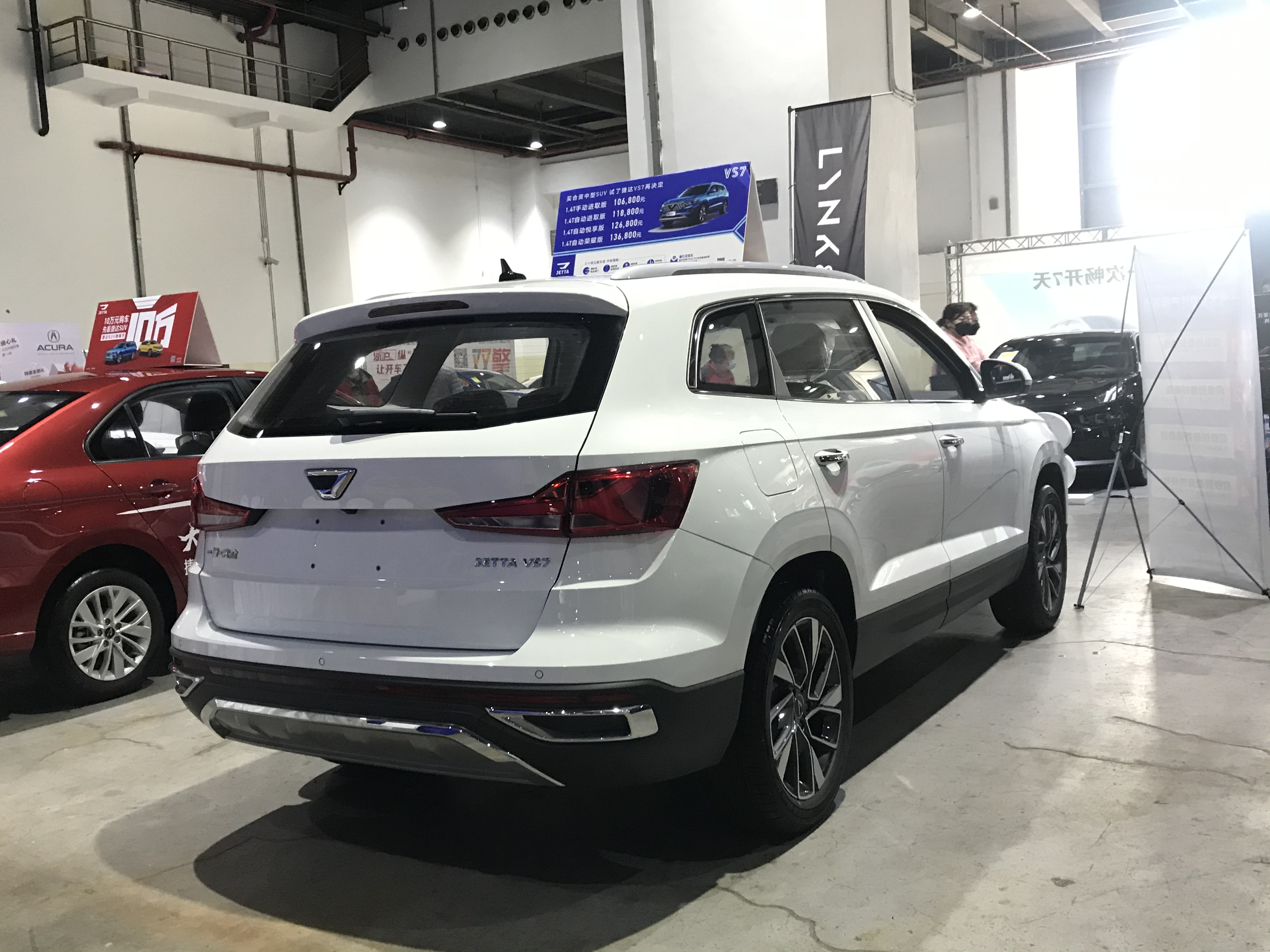
Heckansicht
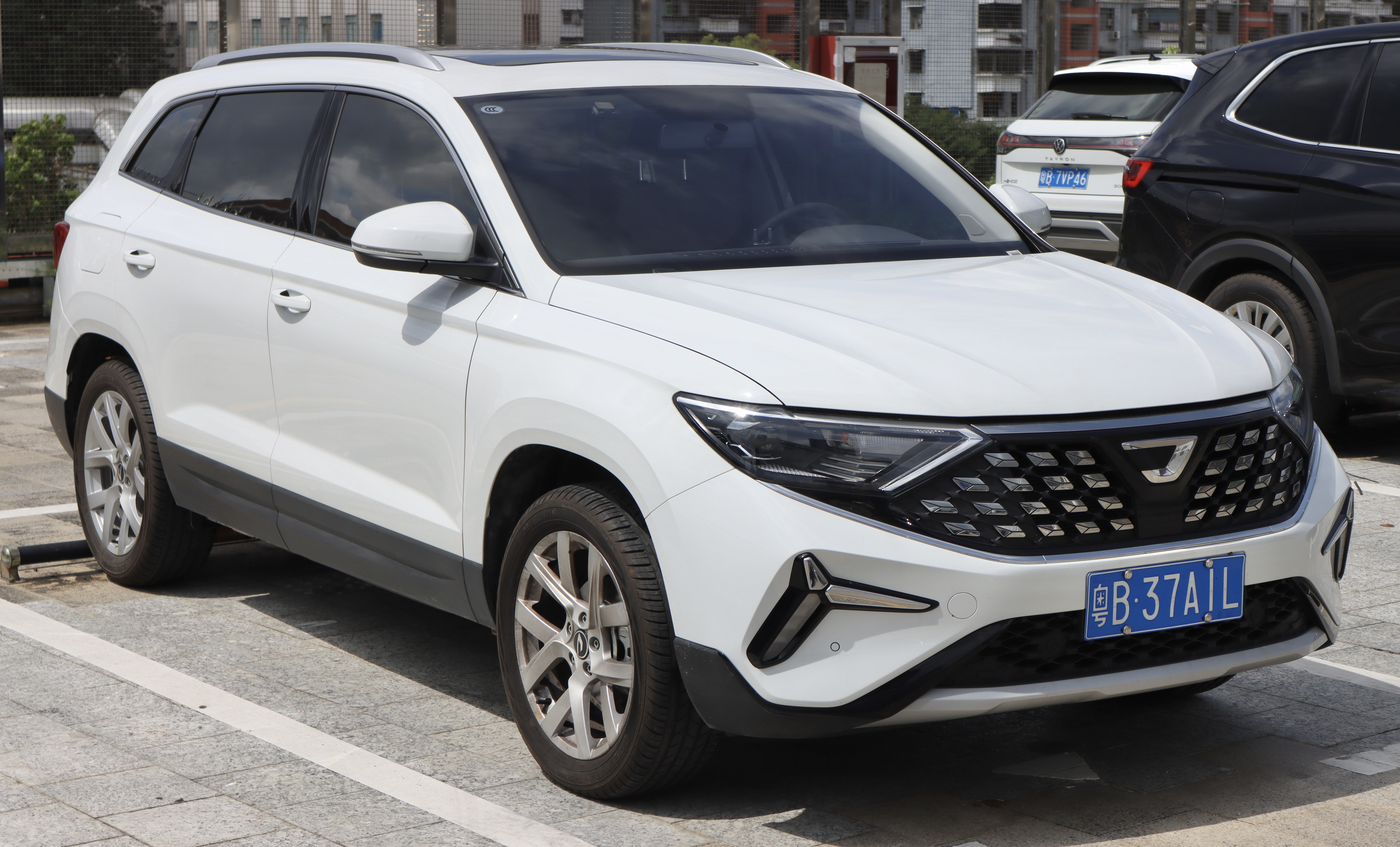
Jetta VS7 (2022–2024)
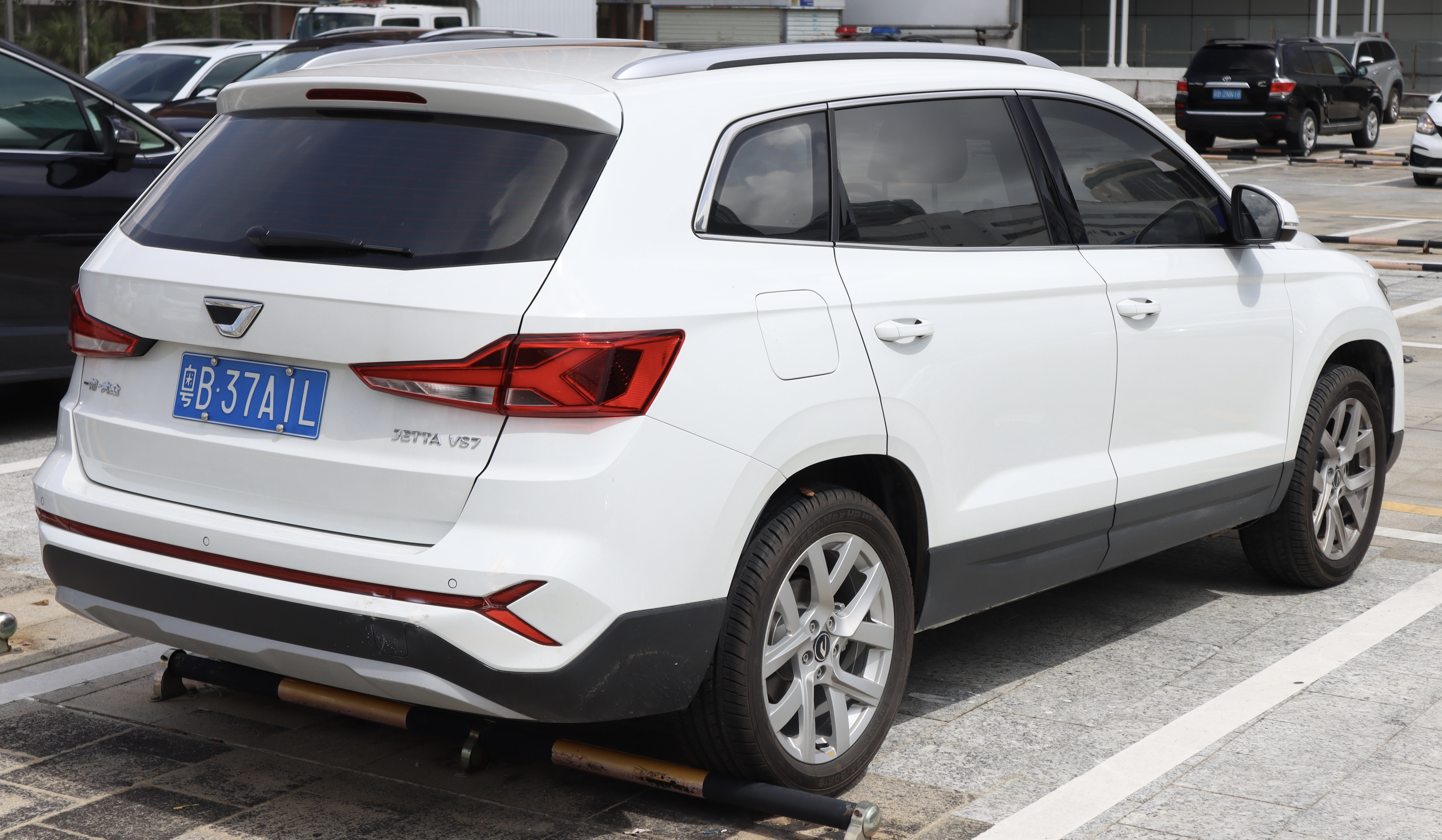
Heckansicht

## Technik
Der VS7 basiert auf dem Modularen Querbaukasten der Volkswagen AG. Er teilt sich die Technik mit in Europa bekannten Modellen wie dem Seat Tarraco oder dem VW Tiguan Allspace. Angetrieben wird das Fahrzeug wie der kleinere VS5 ausschließlich von einem 1,4-Liter-TSI-Motor des Typs VW EA211. Er leistet 110 kW (150 PS) und hat ein maximales Drehmoment von 250 Nm. Serienmäßig gibt es ein 5-Gang-Schaltgetriebe, gegen Aufpreis ist ein 6-Stufen-Automatikgetriebe erhältlich. Allradantrieb ist nicht verfügbar.
|                                                  | 280 TSI                          |
| ------------------------------------------------ | -------------------------------- |
| Bauzeitraum                                      | seit 03/2020                     |
| Motorbaureihe                                    | VW EA211                         |
| Motorart                                         | Ottomotor                        |
| Motortyp                                         | Reihenbauart, Direkteinspritzung |
| Zylinder/Ventile                                 | 4/16                             |
| Hubraum                                          | 1395 cm³                         |
| max. Leistung bei min−1                          | 110 kW (150 PS) bei 5000–6000    |
| max. Drehmoment bei min−1                        | 250 Nm bei 1750–3000             |
| Antriebsart, serienmäßig                         | Vorderradantrieb                 |
| Antriebsart, optional                            | —                                |
| Getriebe, serienmäßig                            | 5-Gang-Schaltgetriebe            |
| Getriebe, optional                               | (6-Stufen-Automatikgetriebe)     |
| Leergewicht                                      | 1390 kg (1425 kg)                |
| Beschleunigung, 0–100 km/h                       | 9,5–9,8 s (9,7–10,2 s)           |
| Höchstgeschwindigkeit                            | 180 km/h (175 km/h)              |
| Kraftstoffverbrauch auf 100 km, kombiniert, NEFZ | 6,2 l Super (6,7 l Super)        |
| Kraftstoffverbrauch auf 100 km, kombiniert, WLTP | 6,5 l Super (7,1 l Super)        |
| Tankinhalt                                       | 51 l                             |
| Abgasnorm                                        | China VI                         |